# Claudia Mürle
Claudia Mürle (* 20. Dezember 1976 in München als Claudia Pavlicek) ist eine deutsche Beachvolleyball- und Volleyballspielerin.

## Karriere
Claudia Mürle startete ihre Bundesligakarriere als 17-Jährige unter ihrem Geburtsnamen Pavlicek in Unterschleißheim bei Bayern Lohhof. Nächste Station war der TV Dingolfing. In Niederbayern blieb die Zuspielerin bis zum Ende der Saison 1997/98. Anschließend spielte Claudia Pavlicek eine Saison beim TV Creglingen, danach zwei Jahre in Ulm für den SSV, ehe sie wieder nach Lohhof wechselte, diesmal zu den VF Bayern Lohhof, wie der Verein nach seiner ersten Insolvenz inzwischen hieß. Nach einem Abstecher beim VC Harlekin Augsburg spielte die Diplom-Sportwissenschaftlerin ab 2004 zum dritten Mal in Unterschleißheim, diesmal beim SV Lohhof – nach der zweiten Insolvenz von Bayern Lohhof waren die Frauen zu ihrem ursprünglichen Verein zurückgekehrt, spielten jedoch nur noch in der 3. Liga, der Regionalliga Südost. In der gleichen Saison gelang der Mannschaft der Aufstieg in die 2. Bundesliga. Der sportlich mögliche Aufstieg in die 1. Liga blieb der Mannschaft in den folgenden beiden Jahren aus finanziellen Gründen verwehrt, erst am Ende der Saison 2008/09 durfte sich Claudia Mürle über den Aufstieg in das Volleyball-Oberhaus freuen. Nun beendete die inzwischen 32-Jährige ihre Karriere als Hallenvolleyballerin, stand dem SV Lohhof jedoch als Co-Trainerin zur Verfügung. Verletzungen der beiden Zuspielerinnen Malgorzata Göschl und Lucia Kaiser sorgten jedoch für den Rücktritt vom Rücktritt, im Januar hatte Mürle ihren ersten Einsatz in der 1. Bundesliga für den SV Lohhof. Weitere Spiele folgten, anschließend konzentrierte sich Claudia Mürle jedoch wieder auf ihre Aufgaben als Co-Trainerin. Ab 2011 war die Münchnerin in Lohhof verantwortlich für das zweite Frauenteam des Vereins aus dem Münchener Norden. Seit 2024 ist Mürle Co-Trainerin bei der DJK Augsburg-Hochzoll in der 3. Liga Ost Frauen.
Die gebürtige Münchnerin versuchte sich auch als Beachvolleyballerin mit verschiedenen Partnerinnen, u. a. mit der späteren Europameisterin Sara Goller 2002. Mit Silke Nörenberg wurde Mürle 1998 bayerische Meisterin, ebenso 2005 mit ihrer Partnerin Lina Meyer. Ihren größten Erfolg auf Sand erreichte Claudia Mürle jedoch 2001 mit Mireya Kaup, als sie für die Europameisterschaft in Jesolo gemeldet wurden. Trotz eines Sieges im ersten Spiel reichte es jedoch nur zum 17. Platz.
Im Zeitraum von 2021 bis 2024 spielte Claudia Mürle bei der Volleyballnationalmannschaft der Seniorinnen Ü40 und konnte in jedem dieser vier Jahre den Welt- bzw. Europa-Meistertitel mit dieser Mannschaft erreichen.

## Privat
Claudia Pavlicek heiratete im Sommer 2007 den ehemaligen Lohhofer Volleyballspieler Christian Mürle und nahm dessen Nachnamen an. Beide haben zusammen zwei Kinder.